# Callistochiton jacobaeus
Callistochiton jacobaeus är en blötdjursart som först beskrevs av Gould 1859.  Callistochiton jacobaeus ingår i släktet Callistochiton och familjen Ischnochitonidae. Inga underarter finns listade i Catalogue of Life.